# آیلین ساری‌اغلو
آیلین ساری‌اغلو (انگلیسی: Aylin Sarıoğlu؛ زادهٔ ۲۱ ژوئیهٔ ۱۹۹۵) بازیکن والیبال اهل ترکیه است. او ۱/۶۸ متر قد دارد و در پست لیبرو بازی می‌کند. آیلین عضو تیم ملی والیبال زنان ترکیه است.